# Myrrhis sulcata
Myrrhis sulcata är en flockblommig växtart som beskrevs av Mariano Lagasca y Segura. Myrrhis sulcata ingår i släktet spanskkörvlar, och familjen flockblommiga växter. Inga underarter finns listade i Catalogue of Life.